# Chamanthedon aurantiibasis
Chamanthedon aurantiibasis is een vlinder uit de familie wespvlinders (Sesiidae), onderfamilie Sesiinae.
Chamanthedon aurantiibasis is voor het eerst wetenschappelijk beschreven door Rothschild in 1911. De soort komt voor in het Neotropisch gebied.